# Alexander Büchner
Alexander Büchner, född 25 oktober 1827, död 7 mars 1904 i Hannover, var en tysk-fransk litteraturvetare; bror till Georg, Luise och Ludwig Büchner.
Büchner lämnade, till följd av sitt deltagande i 1848-49 års politiska agitationer, Tyskland, inträdde 1857 i fransk statstjänst och var 1862-97  professor i främmande litteratur i Caen. Han författade på tyska bland annat Geschichte der englischen Poesie (två band, 1855), Französische Literaturbilder (två band, 1858) och Jean Paul in Frankreich (1863). På franska publicerade han bland annat La cathédrale de Lund et sa legende (1875), Hamlet le danois (1878) och Essai sur Heinrich Heine (1881).